# Kiikoinen
Kiikoinen là một cựu đô thị của Phần Lan.
Đô thị năm ở tỉnh Tây Phần Lan thuộc vùng Satakunta. Đô thị này có dân số 1.315 người (năm 2003) và diện tích 144,32 km² trong đó có 6,62 km² là diện tích mặt nước. Mật độ dân số là 9.1 người trên mỗi km².
Dân đô thị này chỉ sử dụng tiếng Phần Lan. Năm 2013, Kiikoinen sáp nhập vào Sastamala.